# Одриа, Мануэль
Мануэль Артуро Одриа Аморетти (исп. José Manuel Arturo Odría Amoretti; 26 ноября 1896, Тарма — 18 февраля 1974, Лима) — перуанский военный и политический деятель. Президент Перу с 29 октября 1948 по 28 мая 1950 и с 28 июля 1950 по 28 июля 1956.
Одриа родился в городе Тарма 26 ноября 1897 года. В 1915 году окончил Военную Академию и поступил на службу в вооружённые силы Перу. Участвовал в войне с Эквадором в звании подполковника, вскоре после войны Одриа получил звание генерала.

## Государственный переворот
В 1945 году, при поддержке АПРА, к власти пришёл Хосе Бустаманте и Риверо у которого вскоре случился серьёзный конфликт с лидером АПРА Виктором Айя де ла Торре. Бустаманте назначил Мануэля Одриа на пост министра полиции, поскольку он был одним из главных противников этой организации.
В октябре 1948 года часть военно-морских офицеров и моряков убили высших офицеров и захватили пять военных кораблей, после чего высадились на берег и захватили военно-морское училище, склады с оружием, а также Крепость короля Филиппа. После того как лояльные президенту войска подавили восстание, Хосе Бустаманте существенно ограничил гражданские права.
В организации восстания Бустаманте обвинил АПРА, по его указанию правительственные войска заняли штаб этой организации, захватили имущество и газеты принадлежащие АПРА, также были арестованы несколько лидеров организации. Эти шаги оказались недостаточными, многие военные оставались недовольными президентом и требовали полного запрещения АПРА, но президент Бустаманте на это не пошёл, и 29 октября 1948 года Мануэль Одриа организовал государственный переворот, в результате которого пришёл к власти.

## Президентство
Правление Одриа в Перу сравнивается с политикой Перона в Аргентине. Одриа успешно подавил действия АНРА, и был поддержан перуанской олигархией. Как и Перон он проводил популистскую политику с целью завоевать благосклонность низшего класса перуанского общества, что благодаря успехам в экономике ему удалось.
В то же время в годы его правления были существенно ограничены гражданские права. Население Перу опасалось, что его режим продлится долгое время, и Одриа вынужден был под давлением организовать свободные выборы, в которых принял решение не выставлять свою кандидатуру. На прошедших выборах победил экс-президент Мануэль Прадо и Угартече.
Одним из главных достижений Одриа считается предоставление женщинам избирательного права, состоявшееся 7 сентября 1955 года.

## После президентства
В 1962 году баллотировался на пост президента от Национального Союза Одристов — партии получившей название по его фамилии. На выборах ни один из трёх основных кандидатов — Одриа, Айя де ла Торре, Белаунде — не набрал необходимой трети голосов. После выборов планировалось, что Одриа, заключивший союз с де ла Торре, победит на выборах в Конгрессе и станет президентом, но за несколько дней до окончания срока Мануэля Прадо против него был совершён государственный переворот, и это нарушило планы Одрия и де ла Торре. Несмотря на осуждение переворота со стороны мирового сообщества, и разрыв дипломатических отношений с рядом государств, Перу возглавил председатель комитета начальников штабов Рикардо Перес Годой.
В 1963 году были назначены новые выборы, на которых победил Белаунде, набрав 36 % голосов. Одриа вошёл в оппозицию к правительству Белаунде.
Мануэль Одриа скончался в Лиме 18 февраля 1974 года в возрасте 77 лет. Его останки покоятся в мавзолее кафедрального собора его родного города Тармы.